# 20セント硬貨 (ニュージーランド)
ニュージーランド20セント硬貨（20¢）は、ニュージーランド国内で流通する通貨。1ニュージーランドドルの5分の1の価値を持つ。1967年から鋳造されており、ニュージーランド国内の硬貨の中でも10セント硬貨に次ぐ、額面の小さな通貨単位である。